# Aistra
Aistra es un despoblado que actualmente forma parte del concejo de Araya, que está situado en el municipio de Aspárrena, y del municipio de Zalduendo de Álava, en la provincia de Álava, País Vasco (España).

## Toponimia
A lo largo de los siglos ha sido conocido con los nombres de Aistra, Alma, Astrea, Aystara y Haiztara.

## Historia
Documentado desde el año 1025, se cree que el despoblado, a caballo de los actuales términos municipales de Zalduendo de Álava y Araya, fue una aldea fundada durante los años oscuros que siguieron a la caída del Imperio Romano y la Alta Edad Media. 
El despoblado fue objeto de una excavación arqueológica intensiva entre los años 2004 y 2009 por la Universidad del País Vasco y la University College of London, en los que se encontraron restos de una aldea de los siglos VI y VII d. C., siendo considerado por los arqueólogos el pueblo medieval más antiguo del Norte peninsular. Junto a estos restos se encontraron otros que datan del neolítico, otros de época romana, así como testimonios del paso de la Ruta Jacobea por el lugar siglos después.
En los siglos VI y VII se construyeron una serie de terrazas y viviendas irregulares semiexcavadas en la roca. En el siglo VIII el lugar fue profundamente transformado. Pertenece a este momento una amplia necrópolis y varias viviendas excavadas en la roca. 
Fue abandonado en el siglo XIV.

## Monumentos
En el siglo X se construye la iglesia de San Julián y Santa Basilisa, que es la única edificación, convertida en Ermita de San Julián y Santa Basilisa de Aistra, que se ha conservado hasta nuestros días.